# Ваня Кокошарова
Ваня Кокошарова (Димитрова) е българска оперна певица – колоратурен сопран.

## Биография
Родена е на 15 януари 1941 г. в Плевен, България. Завършва Държавната музикална академия (1961 – 1965 г.) в класа по пеене на професор Христо Бръмбаров. В периода от 1966 до 1996 година Кокошарова е солистка на Държавната опера във Варна.
Специализира при професор Мария Бранд във Виена и участва в спектакли на Виенската държавна опера през 1972 г.
Като солистка на Варненската опера гастролира в Болоня, Театро Комунале – „Златното петле“, Мадрид и Валенсия – „Златното петле“, Париж, Одеса (телевизионен запис на „Риголето“ и концерт), Кошице, Братислава и Прага.
Често си партнира с баритона Питър Глосоп.
През 1976 г. получава орден „Кирил и Методий“ – втора степен.
Умира на 31 октомври 2020 г. от инфаркт.

## Роли
Изпълнява за първи път в България следните роли:
- Шемаханската царица – „Златното петле“, Николай Римски-Корсаков – 1973
- Цербинета – „Ариадна на Наксос“, Рихард Щраус – 1975
- Фани – „Брачната полица“, Джоакино Росини – 1977

Главни роли в периода 1968 – 1996 година:
- Виолета – „Травиата“, Джузепе Верди
- Джилда – „Риголето“, Верди
- Царицата на ноща – „Вълшебната флейта“, В. А. Моцарт
- Констанца – „Отвличане от сарая“, В. А. Моцарт
- Олимпия, Антония – „Хофманови разкази“, Жак Офенбах
- Мюзета – „Бохеми“, Джакомо Пучини
- Каролина – „Тайният брак“, Доменико Чимароза
- Адина – „Любовен еликсир“, Гаетано Доницети
- Марженка – „Продадена невеста“, Бедржих Сметана
- Калина – „Имало едно време“, Парашкев Хаджиев

## Литуратура
- Енциклопедия Варна, том 1-ви (A – L) стр. 278, 2012 г.
- Вестник „Народна култура“ – 8 март 1975 година – „Прославени българки“.
- Вестник „Унита“ – 24 януари 1975 – Il gallo d’oro canta col secolo.
- „Български оперен театър 1944 – 1980. Наблюдения и материали“ – Розалия Бикс, 1985.
- Списание „Музикални хоризонти“ – април 2023 година – ISSN 1310-0076 – Статия на Арсений Арсов.